# Cuvée Soeur'Ise
Cuvée Soeur'Ise is een Belgisch artisanaal bier van hoge gisting.
Het bier wordt gebrouwen in Brouwerij De Leite te Ruddervoorde.
Het is een rood kriekenbier met een alcoholpercentage van 8,5%. Het basisbier Enfant Terriple werd 5 maanden gelagerd op eiken vaten samen met 40 kg krieken (op 170 liter bier). Het etiket werd ontworpen door Tinus Vermeersch.